# DREAM DEMON ANALYZER
『DREAM DEMON ANALYZER』（ドリーム・デーモン・アナライザー）は、DEAD ENDの通算6枚目のアルバム。2012年3月7日発売。
発売元はmotorod。

## 解説
3か月連続リリースされたシングルを収録した、約2年半ぶりのオリジナルアルバム。タイトルは直訳すると「夢鬼分析者」または「夢鬼分析装置」。
初回限定盤は連続リリースされたシングルと同様に、特殊ジャケットで三方背豪華スリーブケース仕様で、シングル3作の各初回限定盤を収納可能な7インチシングルサイズのフルカラー特殊パッケージ。イラストは俳優でもあるイラストレーターの米倉斉加年が手掛ける。
さらに限定盤にはB3変形サイズポスターと24ページフォトブックレットを封入している。また前年10月に行われた「DEAD END tour “DEATH AGE 2011”」のShibuya O-WEST公演のライブ映像全5曲とシングル3作のPVを収録。
発売後の3月10日からは、本作を携えた約20年振りの全国ツアー「DEAD END tour 2012 “Dream Demon Analyzer〜夢鬼解析装置〜”」が始まり、全国13都市を回った。
メルマガ限定のメンバーコメントでMORRIEは、現在のDEAD ENDの底力を試されたアルバムで、スリルあるユニークなアルバムと語った。

## 批評
『CDジャーナル』は「よりハードにより妖艶に磨き上げられたサウンドは、時代性をはるかに超越した牽引力がある」と批評した。

## 収録曲

### 初回限定盤
CD
1. 水晶獣 〈Crystal Beast〉 [4:44]
2. Conception [4:50]
3か月連続リリースシングル1作目。
3. SSS [4:17]
4. Calamity [6:05]
5. Seiren [4:18]
6. Angel [5:05]
7. 虚無を超えて [5:24]
8. 夢鬼歌 [5:37]
3か月連続リリースシングル3作目。
9. Final Feast [5:36]
3か月連続リリースシングル2作目。
10. No Man's Dream [6:16]
11. Deep -流星白書- [3:18]

DVD (MUSIC CLIP & DEATH ACE 2011 Live at Shibuya O-West)
1. Conception MUSIC CLIP
2. Final Feast MUSIC CLIP
3. 夢鬼歌 MUSIC CLIP
4. Conception　LIVE
5. Final Feast LIVE
6. 夢鬼歌 LIVE
7. Devil Sleep LIVE
『METAMORPHOSIS』収録曲
8. Sacrifice of the Vision LIVE
『DEAD LINE』収録曲

### 通常盤
初回限定盤のCDに同じ